# Триумфальная арка в Автове
Триумфальная арка в Автове — временная триумфальная арка, которая была сооружена в 1945 году в Ленинграде по проекту архитектора В. А. Каменского. Ближайшая к месту бывшей арки станция метро — «Автово».
В конце мая 1945 года в город возвращались войска после победы. Автову выпала почётная честь встречать воинов-победителей. За несколько дней до подхода частей с фронта было решено построить Триумфальную арку (архитектор В. А. Каменский, скульптор Г. Ф. Ветютнев), которая была спроектирована в июне за один день и возведена за неделю рабочими-строителями Кировского завода и судостроительного завода им. А. А. Жданова. Материалом послужили доски и гипс. На арке присутствовала надпись «Слава победителям» и барельефы из гипса с профилями Ленина и Сталина.
8 июля 1945 года (воскресенье) состоялась встреча воинов-гвардейцев (45-я стрелковая дивизия). У Триумфальной арки командир гвардейской дивизии генерал-майор И. И. Трусов отрапортовал секретарю Ленинградского горкома партии А. А. Кузнецову: «Гвардейская, ордена Ленина Краснознамённая Красносельская дивизия находится на марше!..» (из книги «Нарвская застава» Г. Зуева). Старейшие рабочие Нарвской заставы приветствовали командира хлебом-солью.
В 1946 году был проведён конкурс проектов для строительства постоянной арки, однако оно реализовано не было. Взамен арки были поставлены обелиски, также не сохранившиеся.